# Thiers-sur-Thève
Thiers-sur-Thève é uma comuna francesa na região administrativa de Altos da França, no departamento de Oise. Estende-se por uma área de 6,25 km². Em 2010 a comuna tinha 1 093 habitantes (densidade: 174,9 hab./km²).